# Slavon d'église
Pour les articles homonymes, voir Slavon.

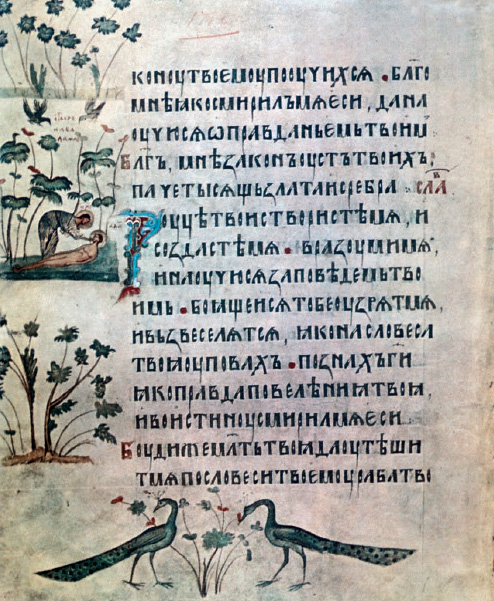
Psautier de Spiridon de Kiev de 1397.

Texte liturgique en alphabet cyrillique.

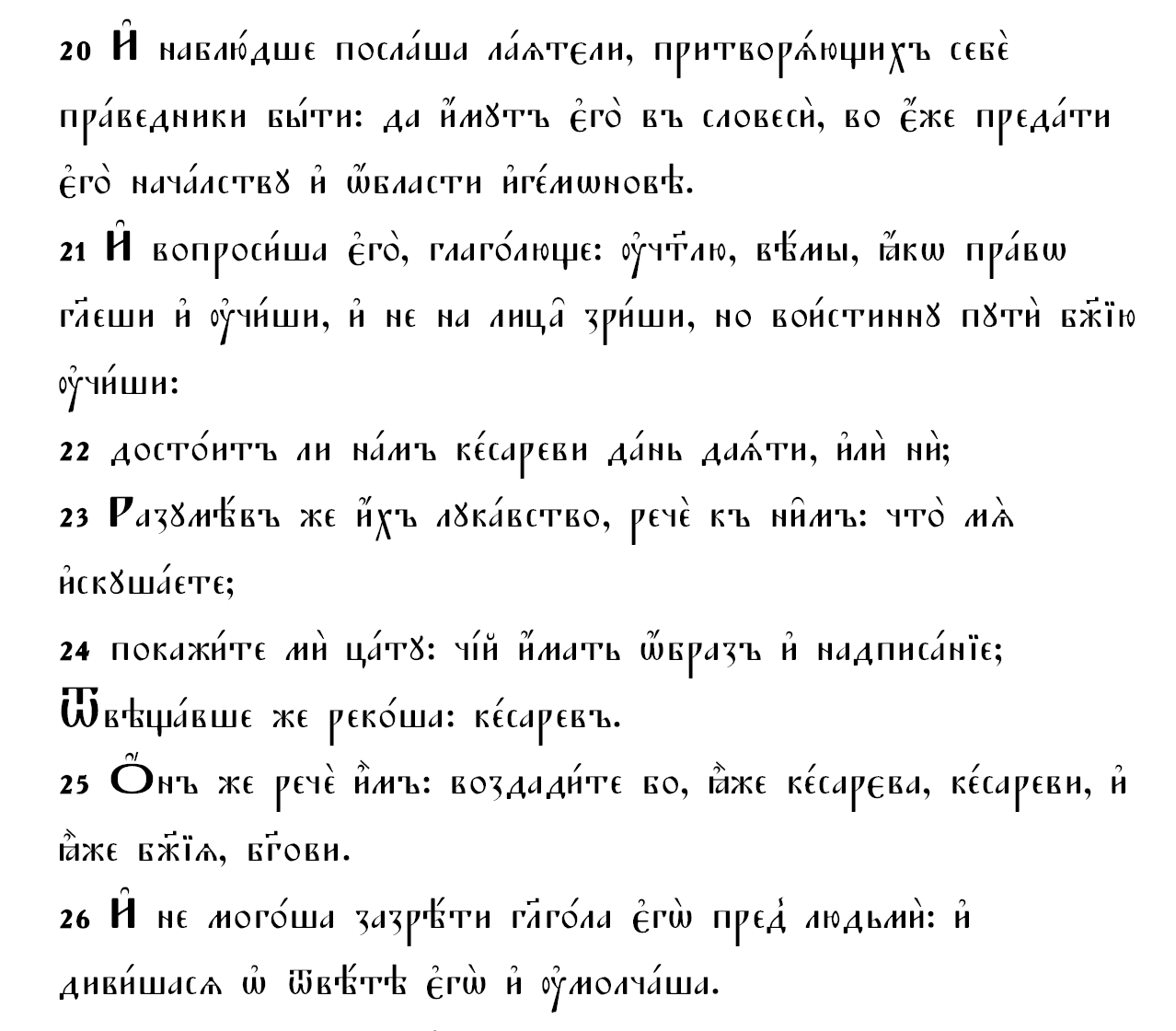
Texte en slavon d'église de 1755.

Le slavon d'église, également appelé slavon liturgique, est la principale langue liturgique de l'Église orthodoxe dans les pays de langue slave (l'autre langue liturgique majeure des Églises orthodoxes non slaves étant le grec). Il a également été la langue liturgique de l'église orthodoxe roumaine jusqu'au XVIIe siècle.
Le slavon d'église a été la première langue littéraire historique des populations slaves.

## Présentation
Le Slavon d'église trouve ses origines au IXe siècle lorsque les missionnaires chrétiens Cyrille et Méthode furent envoyés en Moravie pour prêcher le Christianisme aux Slaves de la région. Dans ce but, ils traduisirent la Bible et les textes religieux grecs pour les rendre compréhensibles aux populations locales, en se basant sur une langue slave du sud pratiquée dans la région de Thessalonique d'où ils venaient. 
Comme il s’agit d’une langue littéraire (et non pas d'une langue vernaculaire), utilisée par les Slaves de nombreuses régions différentes, elle ne représente pas un dialecte régional, mais une forme standardisée qui ne peut être rattachée spécifiquement à une zone géographique très spécifique. Le slavon d'église est issu du vieux-slave.
Après sa création, le Slavon d'église se diffuse rapidement dans d'autres régions slaves, où il devient la langue religieuse et littéraire des Slaves orthodoxes tout au long du Moyen Âge, et un vecteur de la diffusion de leur culture à cette époque. Il est également adopté avant le XIIe siècle chez les Roumains, proches culturellement du monde slave.
Toutefois, au fil du temps, il s'adapte aux langues vernaculaires des peuples qui l'utilisent, conduisant à la formation de variantes régionales différentes dans toute l'Europe de l'est, notamment en Bulgarie, République tchèque, Serbie, Macédoine du Nord, Russie, Ukraine. Néanmoins, certaines caractéristiques slaves méridionales ont été préservées. 
Le Slavon d'église a eu une influence durable sur la littérature et les langues slaves modernes.
Le slavon d'église est jusqu'à aujourd'hui utilisé comme langue liturgique de l'église orthodoxe en Russie, en Ukraine, en Biélorussie, Bulgarie, Serbie, Monténégro, Macédoine et en Pologne. Il est parfois utilisé en République tchèque et en Slovaquie.
Ce slavon d'église est parfois utilisé par les Églises catholiques orientales de rite byzantin situées dans les pays slaves, notamment en Croatie et chez les ruthènes gréco-catholiques.
L'Église orthodoxe utilisa d'abord l'alphabet glagolitique avant de passer à l'alphabet cyrillique. Le Missale Romanum Glagolitice de 1483 est écrit en glagolitique. Les premiers livres liturgiques en cyrillique furent imprimés en 1491 à Cracovie. Le slavon fut la langue liturgique de l'Église orthodoxe roumaine du XVIe au XIXe siècle, notamment en Transylvanie.
Le slavon d'église se divise en deux variantes : 
- le slavon septentrional ou slavon russe (tserkovno-slavianski rousski iazyk), l'un des deux idiomes liturgiques slaves de l'orthodoxie, né avec la christianisation de la Rus' de Kiev, et encore en usage dans certaines églises russes, biélorusses, ukrainiennes et lipovènes. Seuls les Lipovènes emploient encore couramment le slavon septentrional dans leur liturgie, et l'apprennent en même temps que le catéchisme, de sorte qu'ils en sont locuteurs ;
- le slavon méridional ou bulgaro-valaque (tserkovno-slavianski balgarski-volokhski iazyk), l'autre idiome liturgique slave de l'orthodoxie, né avec la christianisation de la Bulgarie au IXe siècle et encore en usage dans certaines églises macédoniennes, bulgares, mais aussi roumaines et moldaves, et qui fut jadis la langue officielle, liturgique et littéraire de la Bulgarie, de la Valachie et de la Moldavie (pays ayant appartenu aux premier et second empires bulgares).

Le philologue et grammairien russe Alexandre Vostokov étudia la grammaire comparative entre le slavon d'église, le vieux-slave et les langues slaves.